# Ніва (Мазовецьке воєводство)
Ніва (пол. Niwa) — село в Польщі, у гміні Дзежонжня Плонського повіту Мазовецького воєводства.
Населення — 44 особи (2011).
У 1975-1998 роках село належало до Цехановського воєводства.

## Демографія
Демографічна структура станом на 31 березня 2011 року:
|          | Загалом | Допрацездатний вік | Працездатний вік | Постпрацездатний вік |
| -------- | ------- | ------------------ | ---------------- | -------------------- |
| Чоловіки | 22      | 4                  | 14               | 4                    |
| Жінки    | 22      | 5                  | 14               | 3                    |
| Разом    | 44      | 9                  | 28               | 7                    |